# Parfum champignon
Pour plus de détails, voir Fiche technique et Distribution.
Parfum champignon (Roshyn a Rith en gallois, ou Coming Up Roses en anglais) est un film britannique en langue galloise réalisé par Stephen Bayly en 1986.

## Fiche technique
- Titre : Parfum champignon
- Titre original : Rhosyn a Rhith
- Titre anglophone : Coming Up Roses
- Réalisation : Stephen Bayly
- Scénario : Ruth Carter
- Musique : Michael Storey
- Photographie : Dick Pope
- Montage : Scott Thomas
- Production : Linda James
- Société de production : Red Rooster Film & Television Entertainment et Sianel 4 Cymru
- Société de distribution : Les Films de la Lune Vague (France)
- Pays :  Royaume-Uni
- Genre : Comédie
- Durée : 93 minutes
- Dates de sortie : 
  - Royaume-Uni : 1986
  - France: 13 mars 1991

## Distribution
- Dafydd Hywel : Trevor "Trev" Jones, le projectionniste du dernier cinéma d'une ville minière du Pays de Galles qui va fermer ses portes
- Iola Gregory Mona Elies, l'ouvreuse du cinéma Rex
- W. J. Phillips : Eli Davies, le propriétaire du Rex, qui part à la retraite
- Mari Emlyn : June, la fille de Mona, une mère célibataire
- Glan Davies : Dino Evans, le propriétaire du café-fish and chips chez qui loge Trev
- Ifan Huw Dafydd, David dit "Dave", le frère de Trev qui a des soucis d'argent
- Gillian Elisa Thomas : Sian, la femme de Dave
- Rowan Griffiths : Pete Evans, le fils de Dino qui s'entraîne constamment à jouer de la batterie
- Bill Paterson : Mr. Valentine

## Distinctions
Le film a été présenté dans la section Un certain regard au Festival de Cannes 1986.